# Channel Islands (Kalifornia)
Channel Islands (Channel Islands of California, znane także jako Wyspy Santa Barbara) – archipelag 8 wysp w Ameryce Północnej, na obszarze Stanów Zjednoczonych, przy wybrzeżu południowej Kalifornii.
Długość archipelagu od najdalej na północ wysuniętej wyspy San Miguel do położonej najbardziej na południu wyspy San Clemente wynosi 257,5 km. Całkowita powierzchnia wynosi 908,79 km². Największą wyspą jest Santa Cruz (249,95 km², a najmniejszymi Santa Barbara (2,63 km²) i Anacapa (2,95 km²).
5 wysp (San Miguel, Santa Rosa, Santa Cruz, Anacapa i Santa Barbara) wchodzi w skład utworzonego w 1980 r. Parku Narodowego Channel Islands. 2 wyspy (San Nicolas i San Clemente) są w pełni kontrolowane przez Marynarkę Wojenną Stanów Zjednoczonych. Tylko jedna wyspa, Santa Catalina, ma znaczącą liczbę cywilnych mieszkańców. Według danych z 2000 roku mieszkało na niej 3696 osób, głównie w mieście Avalon.

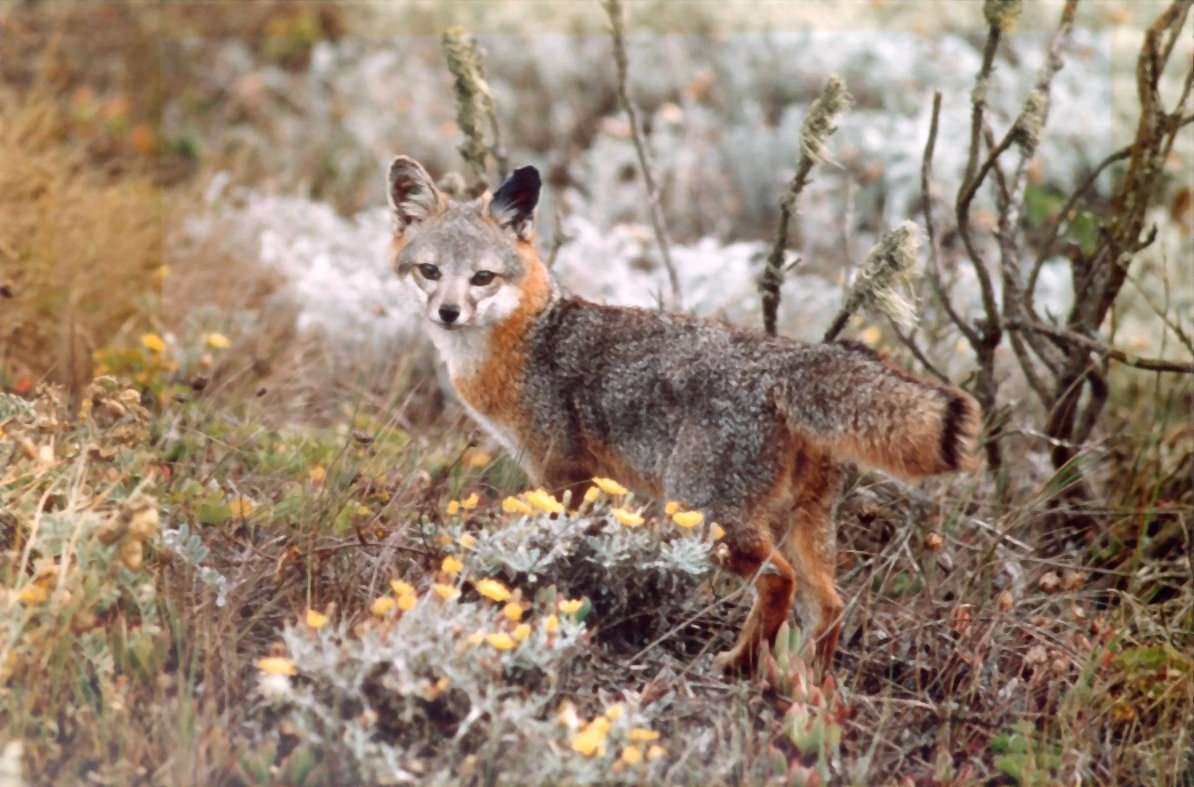
Lis wyspowy

Na 4 z 8 wysp archipelagu występuje endemiczny gatunek rośliny – Lyonothamnus floribundus, a na 6 z 8 wysp archipelagu endemiczny urocjon wyspowy, zwany lisem wyspowym.
| Channel Islands of California                     |                    |                       |               |                        |
| Nazwa                                             | Powierzchnia [km²] | Populacja Census 2000 | Hrabstwo      | Najwyższy punkt        |
| Wyspy północne                                    |                    |                       |               |                        |
| Anacapa                                           | 2,95               | 3                     | Ventura       | Summit Peak, 283 m     |
| San Miguel Island                                 | 37,74              | –                     | Santa Barbara | San Miguel Hill, 253 m |
| Santa Cruz Island                                 | 249,95             | 2                     | Santa Barbara | Devils Peak, 747 m     |
| Santa Rosa Island                                 | 215,27             | 2                     | Santa Barbara | Soledad Peak, 484 m    |
| Wyspy południowe                                  |                    |                       |               |                        |
| San Clemente Island                               | 147,13             | 3001)                 | Los Angeles   | Vista Point, 599 m     |
| San Nicolas Island                                | 58,93              | 2001)                 | Ventura       | bez nazwy, 276 m       |
| Santa Barbara Island                              | 2,63               | –                     | Santa Barbara | Signal Hill, 193 m     |
| Catalina Island                                   | 194,19             | 3696                  | Los Angeles   | Mount Orizaba, 648 m   |
| Razem                                             | 350,89             | 3703                  |               | Devils Peak, 747 m     |
| 1) Instalacje US Navy, wojskowi i ludność cywilna |                    |                       |               |                        |